# Красная Поляна (Чаусский район)
Кра́сная Поля́на (бел. Чырвоная Паляна) — посёлок в составе Волковичского сельсовета Чаусского района Могилёвской области Белоруссии.

## Население
- 2010 год — 15 человек